# Punk Rock Confidential
Punk Rock Confidential è il sesto album in studio della band pop punk The Queers, pubblicato nel 1998 dalla Hopeless Records.

## Tracce
1. Tamara Is A Punk
2. Everything's O.K.
3. I Didn't Puke
4. Mrs. Brown, You've Got An Ugly Daughter
5. The Sun Always Shines Around You
6. Rancid Motherfucker
7. Punk Rock Confidential
8. Today I Fell In Love
9. Pretty Flamingo
10. Motherfucker
11. Like A Parasite
12. Idiot Savant
13. I Enjoy Being A Boy
14. Don't Mess It Up
15. Sayonara Sucker

## Formazione
- Joe Queer - chitarra, voce
- Geoff Useless - basso
- Chris Cougar - batteria
- Dangerous Dave - chitarra, voce